# Castellanosia (cingulat)
Castellanosia és un gènere extint de mamífers cingulats de la família dels clamifòrids que visqueren a Sud-amèrica durant el Pliocè/Plistocè. Se n'han trobat restes fòssils a la costa del departament de San José (Uruguai). Les espècies d'aquest grup són conegudes a partir de diverses beines caudals i d'una branca mandibular. Aquestes restes mostren que té una morfologia caudal única entre els gliptodontins. Es calcula que la maça caudal pesava uns 28 kg i tenia un moment d'inèrcia d'1,884 kg·m². Els estudis fan pensar que es reservava per al combat intraespecífic o altres situacions que no exigissin una alta velocitat i que no hauria estat gaire útil com a arma defensiva contra depredadors veloços com els fèlids de dents de sabre.